# 友理
友理（ゆうり、1987年11月28日 - ）は、日本の詩人、筑豊の採炭唄ゴットン節の唱い手。福岡県飯塚市出身。旧筆名は柴田友理（しばた ゆうり）。天童大人プロデュース・アートパフォーマンス Projet La Voix des Poètes(詩人の聲)参加詩人。ローマ字表記はYuuri。日本文藝家協会会員。

## 来歴
1987年11月28日生まれ。福岡県飯塚市出身。飯塚市立飯塚第一中学校、福岡県立嘉穂高等学校、フェリス女学院大学文学部日本文学科卒業。フェリス女学院大学大学院人文科学研究科日本文学専攻博士前期課程修了。幼少期から創作を始め、常田富士男の朗読（宮沢賢治『春と修羅』「序」）に衝撃を受けたことから詩に興味を持ち、詩作を始めるとともに朗読を好むようになる。
大学院生時代、近現代文学の研究を行いながら、2011年10月に詩人吉田文憲の推薦で詩集『子取りの産声』（思潮社）を刊行し、翌年、学長賞受賞。第一詩集、研究論文はすべて柴田友理名義。
2013年10月13日、詩人の聲・第1000回記念公演出演。（於:資生堂花椿ホール）
2016年1月、筆名を友理（ゆうり）へ変更。
2018年7月、CD「友理のゴットン節」を自主レーベルにて制作。
2018年10月、第二詩集『長編詩 雨の巨人』響文社、第10回鮎川信夫賞最終候補、第52回小熊秀雄賞最終候補）刊行。
2020年9月1日から10月30日までコソボのラホベックにて開催されたInternational Poetry Festival in Rahovec, Kosovo 6th edition.に招待参加。
2024年4月20日から26日までコロンビアのボゴタにて開催された1st WORLD POETRY  FORUM “POETRIX“に招待参加。
2024年10月、第三詩集『虫じゃ！〜皮膚科老人の銀河〜』阿吽塾刊行。

## 著作

### 単著
- 『子取りの産声』思潮社、2011年10月。ISBN 978-4783732730

- 『雨の巨人』響文社、2018年10月。ISBN 978‐4‐87799‐144‐9 C0092
- 『Seeking for the Elephant』私家版、2024年2月。
- 『Buscando al elefante』私家版、2024年3月。
- 『虫じゃ！〜皮膚科老人の銀河〜』阿吽塾、2024年10月。

### 共著
- 『芥川龍之介:生誕120年』関口安義（編）、翰林書房、2012年12月。ISBN 978-4877373405
- 『聖書の女性たち:詩華集』日本キリスト教詩人会（編）、教文館、2013年8月。ISBN 978-4764299542

### CD
- 「友理のゴットン節」2018年7月、自主レーベル、JAN4580512570018